# Cesonia irvingi
Cesonia irvingi је арахнида из реда Araneae и фамилије Gnaphosidae.

## Угроженост
Подаци о распрострањености ове врсте су недовољни.

## Распрострањење
Врста је присутна у Сједињеним Америчким Државама (Флорида) и Бахамским острвима.